# Bilpura
Bilpura è una suddivisione dell'India, classificata come census town, di 11.812 abitanti, situata nel distretto di Jabalpur, nello stato federato del Madhya Pradesh. In base al numero di abitanti la città rientra nella classe IV (da 10.000 a 19.999 persone).

## Geografia fisica
La città è situata a 23° 13' 36 N e 79° 58' 32 E.

## Società

### Evoluzione demografica
Al censimento del 2001 la popolazione di Bilpura assommava a 11.812 persone, delle quali 6.208 maschi e 5.604 femmine. I bambini di età inferiore o uguale ai sei anni assommavano a 1.524, dei quali 800 maschi e 724 femmine. Infine, coloro che erano in grado di saper almeno leggere e scrivere erano 8.227, dei quali 4.840 maschi e 3.387 femmine.